# Dentición decidua

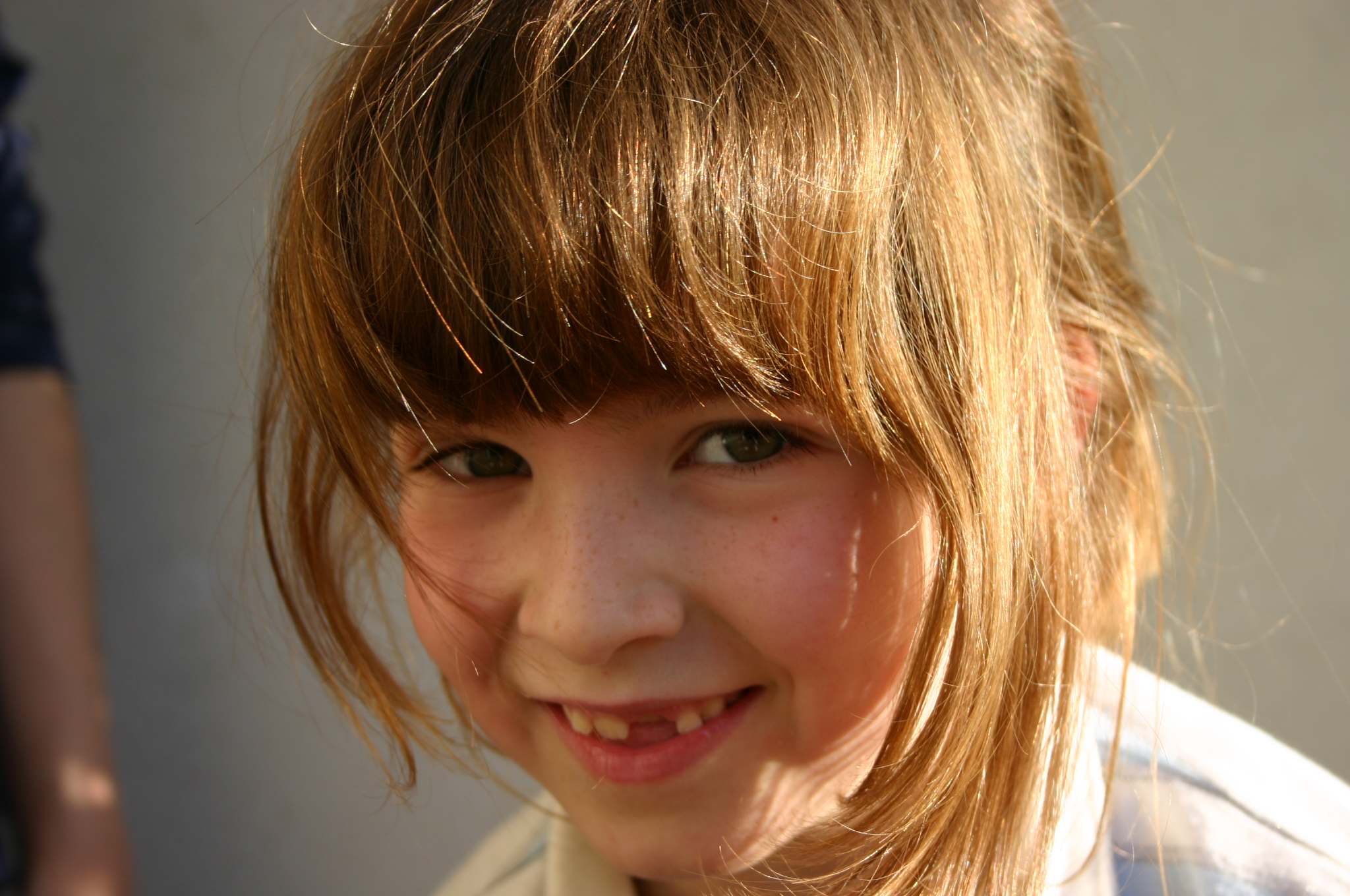
La primera dentición o dientes de leche comienza a perderse a los 5 o 6 años de edad siendo sustituida por los dientes definitivos o segunda dentición.

La dentición decidua, conocida también como dentición de leche, dentición temporal, dentición primaria, o dientes mamones, es el primer juego de dientes que aparecen durante la ontogenia de humanos y como en las de otros mamíferos. Se desarrollan durante el periodo embrionario y se hacen visibles (erupción dentaria) en la boca durante la infancia. Son generalmente sustituidos, tras su caída, por dientes permanentes, aunque, en ausencia de ésta, pueden conservarse y mantener su función algunos años. En todos los mamíferos, salvo algunas excepciones, se recambian solo incisivos, caninos y premolares, apareciendo los molares ya como parte de la serie dentaria definitiva; este tipo de reemplazo se denomina hemifiodoncia.

## Cronología

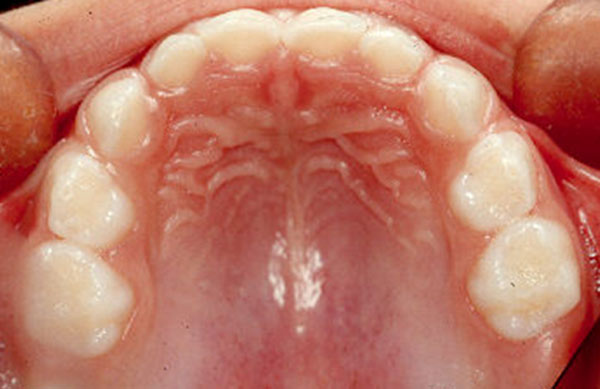
Dentición decidua completa.

La aparición de los dientes, tanto de leche como permanentes, tiene tiempos de erupción bien definidos. Los primeros dientes de leche brotan entre los 6-9 meses y los últimos entre los 20-24 meses. La cronología normal de aparición es la siguiente:
- 6 a 9 meses: incisivos centrales inferiores.
- 8 a 10 meses: incisivos centrales superiores e incisivos laterales superiores.
- 15 a 21 meses: incisivos laterales inferiores, caninos inferiores y primeros molares inferiores y superiores (mal llamados "molares" debido a que evolutivamente corresponden al premolar 3, ya que durante la evolución hacia la dentición humana se han perdido el 1.er y 2.º premolar).
- 16 a 20 meses: caninos superiores.
- 20 a 24 meses: segundos molares inferiores y superiores (también mal llamados "molares" debido a que evolutivamente corresponden al premolar 4).

## Primera dentición en el bebé

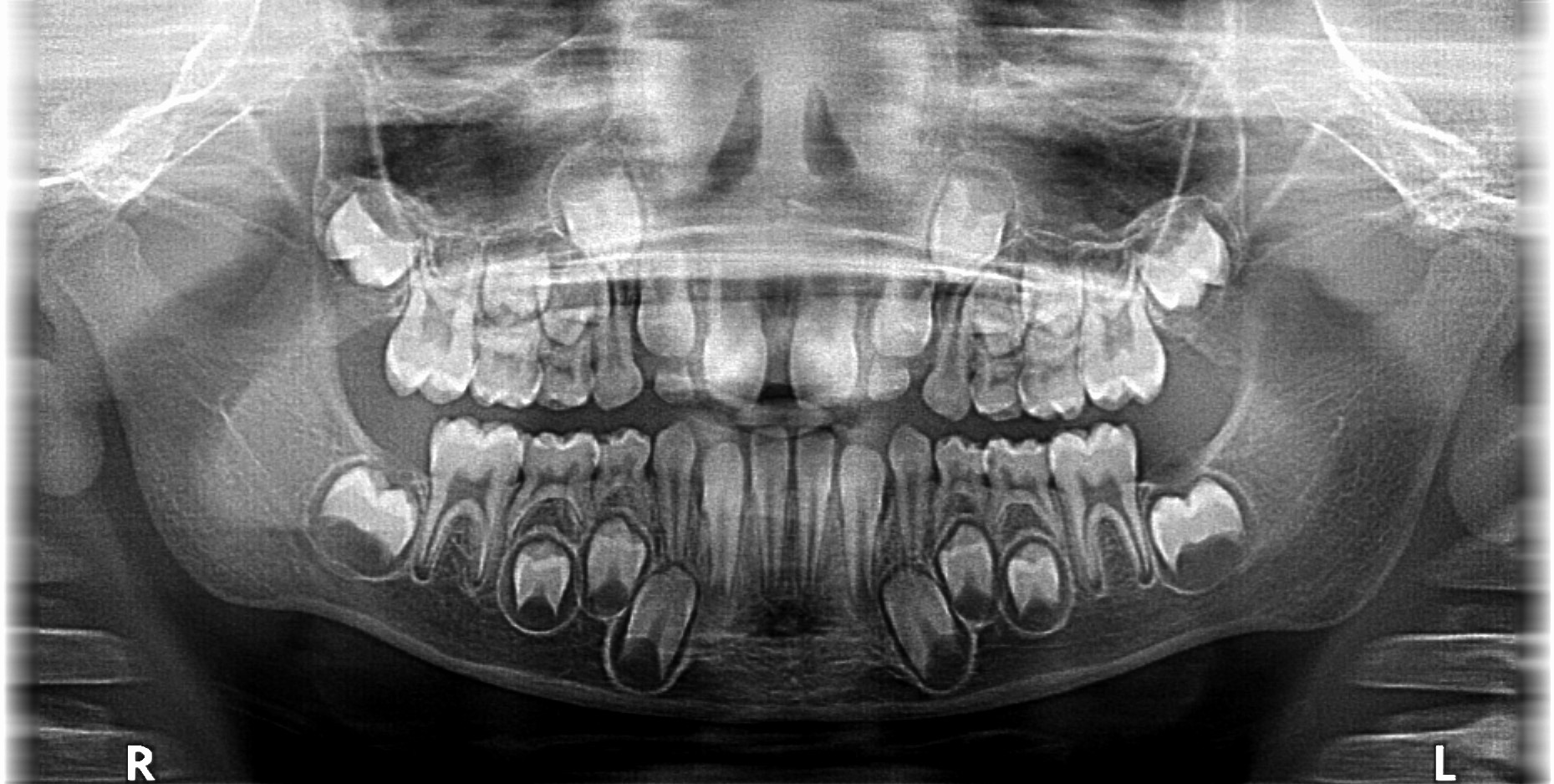
Ortopantomografía

### Síntomas
El proceso de dentición es sintomático y en muchas ocasiones es levemente doloroso y molesto. Se pueden presentar los siguientes síntomas, aunque no todos tienen que aparecer:
- Dedos y puños a la boca con mucha frecuencia, con un deseo irrefrenable de morder para presionar las encías.
- Babeo más abundante de lo habitual, producido por la estimulación de saliva que produce la dentición.
- Irritabilidad inusual debido al dolor de las encías.
- Disminución del apetito por el aumento del dolor que produce la succión.
- La erupción dental puede producir una ligera elevación de la temperatura corporal, pero no es causa de fiebre.[4]

### Alivio de los síntomas en el bebé
Existen distintas medidas para aliviar el malestar del bebé durante la aparición de los dientes:
- Mordedores: juguetes con un líquido dentro que se mete al refrigerador. Cuando el niño los muerde siente mucho alivio.
- Frotar la encía suavemente con un dedo previamente metido en agua fría.
- Alimentos y líquidos fríos.
- No debe usarse de forma habitual medicamentos analgésicos o antiinflamatorios para tratar las molestias propias de la erupción de los primeros dientes en lactantes (tomados por boca ni "frotados" en las encías).[5]
- No es seguro usar geles, cremas u otros productos para frotar en las encías; sea prudente con el uso de estos productos, alguno de sus componentes pueden no ser seguros.[5]
- Acompañamiento: el cariño conforta al bebé.

## Los dientes temporales

### Funciones de los dientes temporales
Son las siguientes:
1. Preparar el alimento para su digestión y asimilación en etapas en las que el niño está en máximo crecimiento.
2. Sirven de guía de erupción: mantienen el espacio para la dentición permanente.
3. Estimulan el crecimiento de los maxilares con la masticación.
4. Fonación: los dientes anteriores intervienen en la creación de ciertos sonidos.

### Características morfológicas de la dentición temporal

#### En la corona
1. El diámetro mesiodistal es mayor que el cervicoincisal, lo cual le da un aspecto aplastado.
2. La superficie vestibular y lingual o palatina converge hacia la oclusal. El mayor diámetro de los molares está a nivel de la zona media.
3. Los surcos cervicales son muy pronunciados a nivel del primer molar temporal principalmente.
4. El cuello es más estrecho que en los dientes permanentes.
5. Las capas de esmalte y dentina son más delgadas y la pulpa es mayor que en dientes permanentes.
6. Los prismas del esmalte en el tercio gingival se dirigen hacia oclusal.
7. El esmalte termina en un borde definido y tiene un espesor de más o menos 1 milímetro.
8. El color de los dientes temporales es más blanco, de ahí su nombre común dientes de leche, porque al tener un tiempo de maduración menor, la capa de dentina es menor, que es lo que le da el color más amarillo al diente.

#### En la raíz
1. Las raíces de los molares temporales son más estrechas mesiodistalmente y más anchas en sentido vestibulolingual.
2. Son más largas en relación con la corona.
3. Los dientes unirradiculares sufren una desviación a vestibular en su tercio apical, esto es porque justo debajo está el diente permanente.
4. Cinodoncia: las raíces de los molares temporales se bifurcan muy cerca del cuello.
5. Son más divergentes en los molares temporales, para soportar las fuerzas del bruxismo fisiológico.

#### En la pulpa
1. La cámara de la pulpa es mayor en la dentición temporal.
2. Sigue la morfología externa del diente, por lo tanto en los molares habrá un cuerno pulpar debajo de cada cúspide; los cuernos de la pulpa están mucho más marcados en la dentición temporal que en la dentición permanente.
3. Los molares mandibulares tienen cámaras de la pulpa más grandes que los maxilares.
4. En los dientes anteriores, incisivos y caninos, no hay separación entre el conducto radicular y la cámara pulpar.

### Anatomía dental en dientes temporales
En la dentición temporal hay 20 dientes en total: 8 incisivos, 4 caninos y 8 molares temporales.

### Dientes superiores

#### Incisivo central superior temporal

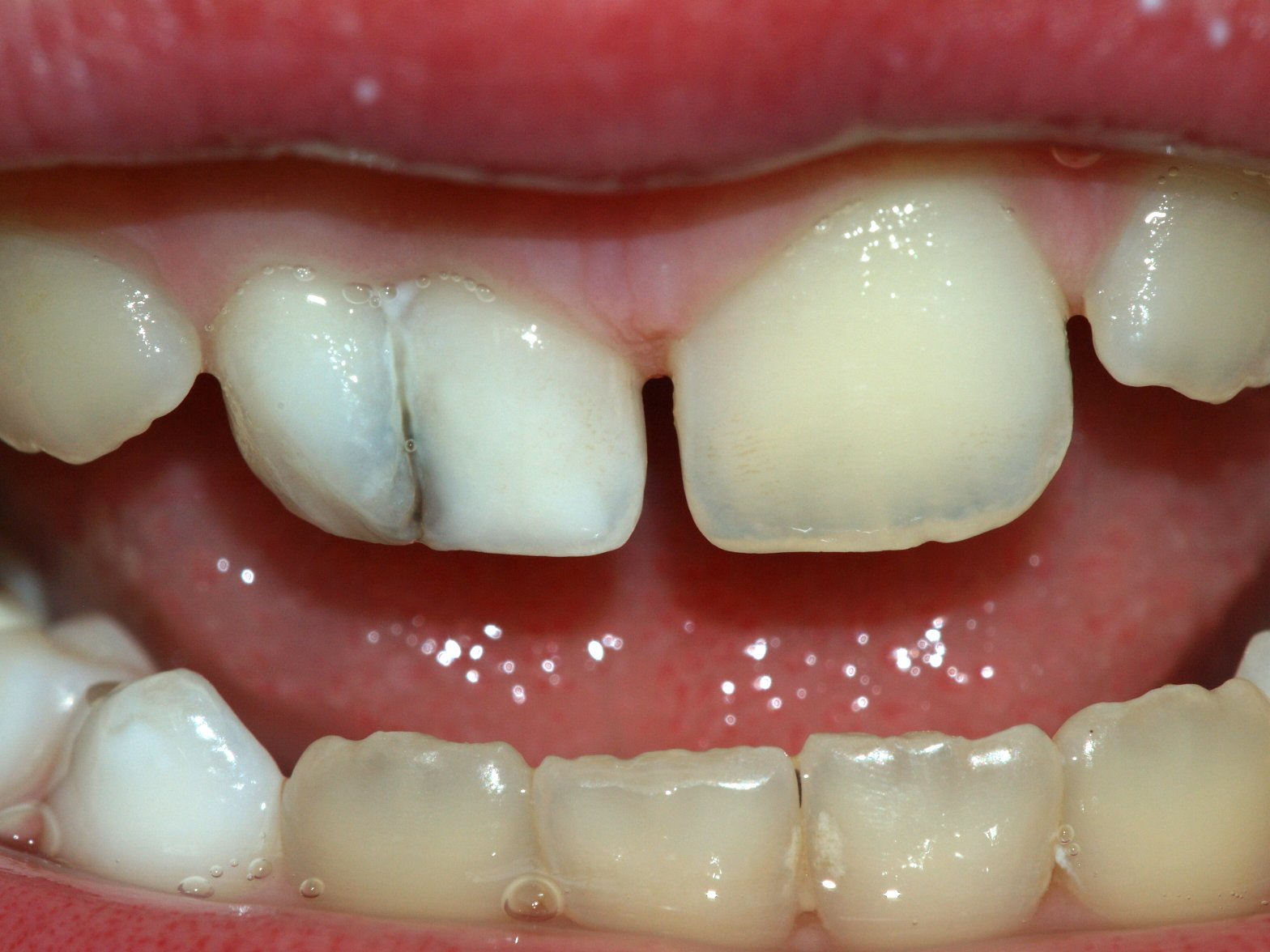
En esta imagen se puede apreciar un fenómeno extraño en el que dos piezas conforman un solo diente deciduo incisivo central superior.

Aspecto aplastado, el ángulo mesioincisal recto, el distoincisal más obtuso y redondeado. Presenta un cíngulo desarrollado, en su superficie palatina, que divide esta superficie en dos fosas: mesial y distal.
La raíz es única, cónica y su longitud es dos veces y media la de la corona, ápice desviado a vestibular.
La cámara pulpar tiene 2 cuernos pulpares, mesial y distal, siendo más pronunciado el mesial.

#### Incisivo lateral superior
Es de los pocos dientes en la dentición temporal en que la longitud cervicoincisal es mayor a la mesiodistal. Al igual que el central tiene un cíngulo con 2 fosas, pero menos pronunciado. La raíz con respecto a la corona es más larga que la del incisivo central. Ápice también desviado a vestibular.

#### Canino superior
Presenta una gran cúspide que divide el borde incisal en dos vertientes, siendo la mesial de mayor tamaño que la distal. Su superficie vestibular presenta 3 lóbulos de desarrollo, siendo el mayor el central, después el distal y el más pequeño el mesial.
En su superficie palatina, que es muy convexa, se aprecia un cíngulo muy desarrollado y que delimita dos foscon una cresta lingual que divide en dos fosas: mesial y distal. La raíz es única, cónica, larga y gruesa, sufre un engrosamiento por encima de la línea cervical, el ápice está dirigido a vestibular. Este es un diente que da forma al juego de dientes tanto inferior como superior.

#### Primer molar temporal superior
Es el diente que más se parece a su sucesor, el primer premolar superior. Presenta su anchura mayor a nivel de los puntos de contacto. A nivel vestíbulogingival encontraremos una acentuada cresta llamada tubérculo de Zückerkandl, no delimitada por ningún surco.
La superficie oclusal tiene forma trapezoidal, siendo la base mayor el lado vestibular. Tiene 3 cúspides: 2 vestibulares y una palatina, la mayor es la palatina, después la mesiovestibular y por último la distovestibular. La forma trapezoidal es por una doble convergencia. Por un lado las caras interproximales convergen hacia palatino, y por otro las caras vestibular y palatina convergen hacia distal. Más cerca de distal que de mesial se encuentra la fosa central, de ella parten los surcos en T, uno irá hacia mesial y el otro hacia distal, ambos antes de llegar a la cresta marginal se dividen en dos, delimitando la fosita triangular mesial y la fosita triangular distal respectivamente. Tiene 3 raíces largas y muy divergentes, la raíz mayor es la palatina, y la más pequeña la distovestibular.

#### Segundo molar temporal superior
En la unión de las caras palatina y mesial, en el tercio medio encontramos el tubérculo de Carabelli que puede o no estar presente en este molar.Existe un surco en su cara oclusal de mesiol a distal llamado surco fundamental, en mesial y distal es en donde se encuentran una foseta a cada lado llamadas fosetas triangulares (la cara mesial es mayor a la distal).
La superficie oclusal tiene forma romboidal, presenta 4 cúspides: 2 vestibulares y 2 palatinas, la mayor es la mesiopalatina y la más pequeña la distopalatina. Hay una profunda fosa central que se forma de la unión de las vertientes de las cúspides vestibulares con la mesiopalatina.
Tenemos la cresta o borde oblicuo que une las cúspides mesiopalatinas con la distovestibular.
Tiene 3 raíces, con igual forma a las raíces de los dientes temporales (trifurcada: 2 raíces vestibulares y una palatina) la mayor es la palatina que en ocasiones se une a la raíz distovestibular.
La cámara pulpar sigue la forma externa del diente, con 4 cuernos pulpares, el más prominente es el mesiovestibular seguido del mesiopalatino. En total hay 3 conductos radiculares, uno por raíz, aunque a veces la raíz mesiovestibular puede tener 2, de forma que habría 4 conductos en total.
El Tubérculo de Carabelli se encuentra en el segundo molar superior temporal su cara mesiopalatina y en el primer molar superior permanente en su cara mesiopalatina. Puede o no presentarse.

### Dientes inferiores

#### Incisivo central temporal inferior
Es el diente más pequeño de todo el organismo, es muy simétrico y tiene el diámetro cervicoincisal mayor que el mesiodistal, lo cual es único junto con el incisivo lateral superior temporal. La cara lingual es casi lisa, presenta un cíngulo igual al del superior pero menos marcado. La raíz es única, cónica, regular, con el ápice inclinado a distal y a vestibular. Finalmente la cámara pulpar sigue la forma externa del diente, con dos cuernos pulpares, siendo más marcado el mesial para así poder morder bien.

#### Incisivo lateral temporal inferior
Tiene el ángulo distal del borde incisal más redondeado que en el incisivo central temporal inferior, en el que es más simétrico. El borde incisal estará inclinado a distal también, es mayor en todas sus dimensiones al central excepto vestibulolingualmente. Raíz cónica y con el ápice a distal.

#### Canino temporal inferior
Es más pequeño que el superior, menos convexo, da la sensación de estar más afilado, tiene una cúspide que divide el borde incisal en 2 vertientes, la vertiente mayor es la distoincisal, al contrario que su antagonista. Tendrá 3 lóbulos, el mayor es el central seguido del mesial y por último el distal.
En su superficie lingual se aprecia un cíngulo muy pronunciado que crea dos fosas a ambos lados, mesial y distal respectivamente, cada fosa tiene hacia proximal una cresta marginal.
La raíz es única, cónica, más larga en proporción a la corona que la del canino superior temporal, el ápice va hacia distal y vestibular.

#### Primer molar temporal inferior
En la cara vestibular tendremos una cresta vestibulogingival que tiene un mayor tamaño a nivel mesial llamada tubérculo de Zuckerkandl.
Su superficie oclusal tiene forma romboidal, con 4 cúspides: 2 vestibulares y 2 linguales. La cúspide mayor es la mesiovestibular, siempre son mayores las cúspides mesiales que las distales. Hay una cresta transversa o cresta vestibulolingual que une las 2 cúspides mesiales, por mesial y distal de esta cresta se forman dos fosas y ligeramente más hacia distal está la fosa central.
Tiene 2 raíces con un diámetro vestibulolingual mayor que el mesiodistal, la raíz mayor es la mesial y la pequeña la distal.
La cámara pulpar sigue la forma externa del diente con cuatro cuernos pulpares, siendo el más prominente el mesiovestibular, hay 3 conductos para las 2 raíces, teniendo la raíz mesial 2.

#### Segundo molar temporal inferior
Este diente, de forma rectangular en su cara oclusal, se asemeja mucho al primer molar permanente, tiene 5 cúspides: 3 vestibulares y dos linguales, la más pequeña es la distovestibular, presenta unos surcos en forma de W con 3 fosas: 1 central y dos más pequeñas, distal y mesial.
Presenta 2 raíces, más largas y divergentes que las del primer molar inferior temporal, siendo más larga la mesial, tiene 3 conductos en total, 2 en la raíz mesial y 1 en la distal. Tiene 5 cuernos pulpares, siendo el más acentuado el mesiovestibular.

## Caída y extracción
Los dientes permanentes necesitan nutrirse de la dentición temporal, además de que esas piezas les sirven de guía para tomar la dentición adecuada. No conviene extraer abruptamente esas piezas dentales. Ello podría suponer problemas posteriores.[cita requerida]